# Formigueret d'Ihering
El formigueret d'Ihering (Myrmotherula iheringi) és una espècie d'ocell de la família dels tamnofílids (Thamnophilidae).

## Hàbitat i distribució
Habita la selva pluvial i bosquets de bambú de les terres baixes del sud-est de Perú i oest del Brasil.